# فکر می‌کنم دچار پارانویا شدم
«فکر می‌کنم دچار پارانویا شدم» (به انگلیسی: I Think I'm Paranoid) ترانه‌ای از گروه گاربج و یکی از تک‌آهنگ‌های دومین آلبوم استودیویی آن‌ها با نام نسخه ۲ است. این تک‌آهنگ که در ژوئیهٔ ۱۹۹۶ و پس از «فشارش بده» منتشر شد، مسیر موفقیت آن ترانه را ادامه داد. «فکر می‌کنم دچار پارانویا شدم» پس از انتشار هم در جدول تک‌آهنگ‌های بریتانیا و هم در جدول ترانه‌های راک مدرن بیلبورد جزو ۱۰ تک‌آهنگ پرفروش بود.

## ویدئو
موزیک ویدئوی «فکر می‌کنم دچار پارانویا شدم» توسط متیو رولستون کارگردانی و در لس آنجلس فیلم‌برداری شد. ایدهٔ پشت این ویدئوی سیاه و سفید، در تضاد با ویدئوی پُرکار «فشارش بده»، ساختن یک چیز ساده بود. این ویدئو در ۱۲ ژوئیه در ایالات متحده به نمایش درآمد و اندکی پس از انتشارش، کمی اصلاح شد تا از سخت‌گیری‌های احتمالی برای پخش عمومی آن کاسته شود.

## موقعیت در چارت‌های موسیقی
| چارت (۱۹۹۸)                             | بالاترین جایگاه |
| --------------------------------------- | --------------- |
| استرالیا (ARIA)                         | ۵۷              |
| بلژیک (اولتراتیپ فلاندرز)               | ۱۷              |
| هات ۱۰۰ اروپا (بیلبورد)                 | ۳۵              |
| ایرپلی هات ۱۰۰ اروپا (بیلبورد)          | ۲۵              |
| فرانسه (اس‌ان‌ئی‌پی)                       | ۸۰              |
| آلمان (جدول‌های رسمی آلمان)              | ۹۸              |
| ایسلند (تاپ ۴۰ ایسلند)                  | ۵               |
| هلند (۱۰۰ تک‌آهنگ برتر)                  | ۹۴              |
| نیوزیلند (ریکوردد میوزیک ان‌زد)          | ۱۹              |
| ایرپلی اسپانیا (AFYVE)                  | ۱               |
| اسکاتلند (اوسی‌سی)                       | ۷               |
| تک‌آهنگ‌های بریتانیا (اوسی‌سی)             | ۹               |
| مستقل بریتانیا (اوسی‌سی)                 | ۲               |
| ترانه‌های رادیویی ایالات متحده (بیلبورد) | ۷۰              |
| ایرپلی آلترناتیو ایالات متحده (بیلبورد) | ۶               |